# Claude-Étienne Minié

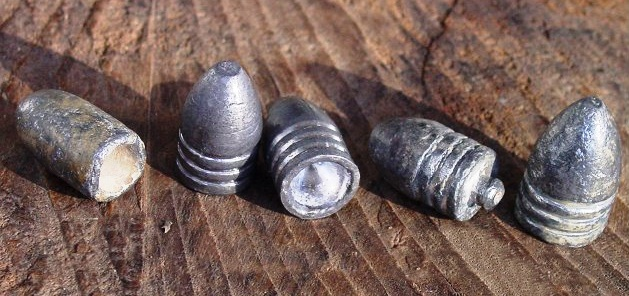
Kule projektu Miniégo

Claude-Étienne Minié (ur. 13 lutego 1804 w Paryżu, zm. 14 grudnia 1879 tamże) – francuski oficer, twórca eponimicznego pocisku cylindrycznego ze stożkowym czubkiem.

## Życiorys
Claude-Étienne Minié urodził się 13 lutego 1804 w Paryżu. W młodości walczył jako oficer szaserów w wojnach kolonialnych w Afryce, dosłużył się stopnia kapitana.
W 1847 roku Minié zaprojektował ołowiany, cylindryczny pocisk ze stożkowym czubkiem i metalowym trzpieniem, który podczas wystrzału rozszerzał się i ściśle przylegał do gwintowanej lufy, co nadawało mu większą prędkość wylotową i lepszą celność. Amunicja nowego typu została szybko wykorzystana, m.in. w wojnie krymskiej (1853−1856), gdzie wykazała swoją przewagę w celności i dystansie strzału, a potem została szybko zaadaptowana w armiach europejskich i amerykańskiej. Minié został przez francuski rząd nagrodzony za swój wynalazek kwotą 20 tys. franków i stanowiskiem w szkole wojskowej w Vincennes.
Odszedł ze służby w 1858 roku w randze pułkownika i podjął pracę instruktora wojskowego u kedywa Egiptu oraz menadżera w Remington Arms Company w Stanach Zjednoczonych.
Zmarł 14 grudnia 1879 roku w Paryżu.